# 渡邉哲也
渡邉 哲也（わたなべ てつや、1969年〈昭和44年〉11月12日 - ）は、日本の経済評論家、作家。

## 来歴
愛知県豊田市出身。
日本大学法学部経営法学科を卒業した。貿易卸業等の企業勤務を経て独立した。2ちゃんねるで「代表戸締役 ◆jJEom8Ii3E」のハンドルネームで、ハングル板や東アジアnews+板などを中心に書き込んでいた固定ハンドルネーム保持者の1人である。
韓国や欧米経済などへの論評などを行っていたが、近年は渡邉名義での経済書の執筆、チャンネル桜出演、大衆雑誌などへ経済評論家の肩書で寄稿も行うようになった。
同じく2ちゃんねるの常連投稿者出身の評論家・三橋貴明とは交流があり、共著や三橋の著書の監修、『宝島』など一般雑誌上での対談も行っている。三橋を「盟友」と呼んでいたが、三橋は渡邊哲也のことを偽保守と断じている。
2011年より有料ウェブマガジン「渡邉哲也の今世界で何が起きているのか」を平日毎日配信している。

## 出演

### テレビ
- たかじんのそこまで言って委員会（読売テレビ）
- 激論!コロシアム 〜これでいいのか?ニッポン〜（テレビ愛知）
- ニュースザップ（BSスカパー!）- 2015年1月 -
- 教えて!ニュースライブ 正義のミカタ（朝日放送テレビ）
- BSニュース 日経プラス10（BSテレ東）
- ニューススクランブル（テレビ朝日）
- ウェークアッププラス（読売テレビ）

ゲストコメンテーターとして不定期出演

### ネット
- 渡邉哲也show（文化人放送局)
- 桜プロジェクト（日本文化チャンネル桜）[月曜日のコメンテーター]- 2015年7月6日 -
- 日本よ、今...「闘論!倒論!討論!」（日本文化チャンネル桜）[バネリストとして不定期出演]
- Front Japan 桜（日本文化チャンネル桜）[火曜日キャスター]
- 教えて！ワタナベさん（日本文化チャンネル桜）

### ラジオ
- おはよう寺ちゃん 活動中（文化放送）

## 著書

### 単著
- 『本当にヤバイ!欧州経済』 三橋貴明監修 2009年10月 彩図社
- 『民主党無策政権の400日』企画監修 2010年10月 ムックハウス マガジンX臨時増刊
- 『これからすごいことになる日本経済』徳間書店
- 『日本経済の復活術 アップルVSサムスンから読み解く日本企業の戦略』 オークラNEXT新書（オークラ出版）
- 『この残酷な世界で日本経済だけがなぜ復活できるのか』（徳間書店）
- 『売国経済 』（ベストセラーズ）
- 『見抜く経済学』（かんき出版）
- 『儲(もうけ) 』（ビジネス社）
- 『渡邉哲也のポジショントーク未来予測法 』（ヒカルランド、2013年7月）
- 『これから日本と世界経済に起こる7つの大激変』（徳間書店、2014年1月）
- 『瑞穂の国の資本主義』（PHP研究所、2014年6月）
- 『ヤバイ中国』（徳間書店、2014年7月）
- 『突き破る日本経済』（徳間書店、2015年1月）
- 『ヤバイほどおもしろ楽しい台湾見聞録』（ビジネス社、2015年1月）
- 『中国壊滅』（徳間書店、2015年7月）
- 『日本人が知らない世界の「お金」の流れ』（PHP研究所、2015年8月）
- 『余命半年の中国経済　これから中国はどうなるのか』（ビジネス社　2015年10月）
- 『戦争へ突入する世界　大激変する日本経済: 中国暴走と欧州解体から始まる金融危機』（徳間書店 2015年12月）
- 『「お金」と「経済」の法則は歴史から学べ！』（PHP研究所、2016年5月）
- 『世界経済の激変を1時間で読み解く』（悟空出版、2016年5月）
- 『パナマ文書 : 「タックスヘイブン狩り」の衝撃が世界と日本を襲う』（徳間書店、2016年5月）
- 『欧州壊滅 世界急変: 「英EU離脱」で始まる金融大破局の連鎖』（ 徳間書店、2016年7月）
- 『第45代アメリカ大統領誕生 トランプ！　世界が変わる　日本が動く』（ビジネス社、2016年12月）
- 『中国と戦うときがきた日本　経済安全保障で加速する日本の中国排除』（徳間書店、2021年6月）
- 『情弱すら騙せなくなったメディアの沈没』（徳間書店、2021年10月）

### 共著
- 三橋貴明との共著『完全にヤバイ!韓国経済』（彩図社、2009年7月）
- 藤井厳喜との共著『日本はニッポン！　金融グローバリズム以後の世界』（総和社、2010年11月）
- 三橋貴明との共著『大恐慌情報の虚（ウソ）と実（マコト）』（李白社、2011年12月）
- 日下公人との共著『新聞の経済記事は読むな、バカになる』（ビジネス社、2013年2月）
- 田村秀男との共著『日本ダメだ論の正体　新聞テレビは日本を9割ダメにする！』（マガジンランド、2013年11月）
- 三橋貴明との共著『〈ぶっちゃけ話だからよくわかる！〉仁義なき世界経済の不都合な真実 』（ビジネス社、2014年5月）
- 長谷川慶太郎との共著『世界の未来は日本次第 「B to B」、そして「B to G」へ』（PHP研究所、2015年3月）
- 宮崎正弘との共著『激動する世界経済！　こうして突破できる日本経済』（ワック、2015年5月）
- 黄文雄との共著『中国黙示録　未来のない国の憐れな終わり方』（ビジネス社、2016年4月）

### 企画・監修
- 『ドル崩壊!　―今、世界に何が起こっているのか?―』 三橋貴明著 2008年8月 彩図社 ISBN 9784883926589
- 『民主党無策政権の400日』マガジンX臨時増刊 2010年10月[5]

### 解説
- 『TPPが日本を壊す』廣宮孝信著・青木文鷹監修 2011年3月 扶桑社 ISBN 9784594063689

## コラム
- 「お金の話」（ロケットニュース24）[6]